# Saunders Mac Lane
Saunders Mac Lane   (Norwich, 4 d'agost de 1909 - San Francisco, 14 d'abril de 2005) va ser un matemàtic estatunidenc.

## Vida i Obra
Mac Lane era fill d'un ministre de l'església congregacional. Va passar la seva infància ales diferents localitats on estava destinat el seu pare: Taftville (Connecticut), Jamaica Plain (Massachusetts), Wilbraham (Massachusetts) i Utica (Nova York). Quan el seu pare va caure malalt i va ser ingressat, va anar a viure, amb la mare i els germans, a casa del seu avi paterm a Leominster (Massachusetts). El seu pare va morir quan tenia quinze anys i va ser el seu oncle John qui va pagar els seus estudis universitaris a la universitat Yale. Després de graduar-se, va estar el curs 1930-31 a la universitat de Chicago, però com que no va veure oportunitat per a fer una tesi en lògica matemàtica, va aconseguir una beca per anar a la universitat de Göttingen, on va estar fins l'estiu de 1933, coincidint amb l'accés al poder del partit nazi.
Retornat als Estats Units, va ocupar llocs post-doctorals eventuals a les universitats de Yale (1933-34), Harvard (1934-36), Cornell (1936-1937) i Chicago (1937-38), fent recerca en àrees tan diverses com la lògica, la topologia i l'àlgebra. El 1938 va acceptar una plaça de professor ajudant a la universitat Harvard, on, juntament amb Garrett Birkhoff, es va encarregar del curs d'àlgebra superior; fruit d'aquestes classes va ser el seu llibre A Survey of Modern Algebra (1941), reeditat i traduït en nombroses ocasions. El 1945 va publicar un primer article sobre categories, encetant una nova branca de les matemàtiques; en articles posteriors, escrits conjuntament amb Samuel Eilenberg, van establir l'inici de la teoria de l'àlgebra homològica.
El 1947 va ser nomenat catedràtic a la universitat de Chicago, en la qual va romandre fins a la seva jubilació el 1982, tot i que va continuar la seva activitat docent com professor emèrit de la mateixa universitat. Va ocupar càrrecs editorials a diferents revistes de matemàtiques i va presidir la Societat Americana de Matemàtiques (1973-1974) i la Mathematical Association of America (1951-1952).
Va ser autor o coautor de sis llibres i de més de cent articles de recerca. El mateix any de la seva mort, es va publicar el seu darrer llibre: una autobiografia científica.